# Ahmed Rhail
Ahmed Rhail (arab. ‏أحمد رحيلي‎; ur. 25 kwietnia 1957) – marokański kolarz szosowy, uczestnik letnich igrzysk olimpijskich.
Rhail reprezentował Maroko na letnich igrzyskach olimpijskich podczas igrzysk 1984 w Los Angeles. Wystartował w wyścigu indywidualnym ze startu wspólnego, którego nie ukończył.